# Manex Silva
Manex Salsamendi Silva (* 24. Juli 2002 in Rio Branco) ist ein brasilianischer Skilangläufer.

## Leben
Manex Silva zog mit seiner Familie im Alter von acht Jahren von Brasilien nach Errenteria im spanischen Baskenland, wo der Vater in Roncal als Lehrer arbeitet. In Isaba lernte er ein wenig Skilanglaufen kennen und betreibt diesen Sport seitdem. Er startet für den Verein Club Pirineos Roncal e CBDN und wird von Julen Garjón trainiert. Silva lebt in Etxauri, Spanien und besitzt sowohl die brasilianische, als auch die spanische Staatsbürgerschaft. In Spanien lautet sein Name Manex Salsamendi, in Südamerika wird der Name seiner Mutter verwendet, Manex Silva. Silva studiert an der Universität Lleida.

## Sportliche Karriere
Silva bestritt seine ersten Rennen im Rahmen von Juniorenrennen zu Beginn des Jahres 2018 in der Schweiz, ohne dabei nennenswerte Platzierungen zu erreichen. Bis Jahresende lief er weitere Juniorenrennen in der Schweiz, in Spanien sowie im Herbst in Italien auch auf Rollski. Im Januar 2019 nahm Silva in Lahti bei den Junioren-Skiweltmeisterschaften erstmals an internationalen Meisterschaften teil. Als 91. verpasste er deutlich die Qualifikation für die Viertelfinal-Rennen der besten 30 im Klassik-Sprint, über 10 Kilometer Freistil belegte er den 80. von 102 Plätzen. Wenig später lief er in Candanchú, Spanien, seine ersten FIS-Rennen bei den Senioren und erreichte in zwei Distanzrennen auch einstellige Ergebnisse in allerdings schwach besetzten Rennen. Im März des Jahres nahm er an selber Stelle an den spanischen Meisterschaften teil, belegte in beiden Distanzrennen aber nur hintere Ränge, ebenso eine Woche später als Gast bei den österreichischen Meisterschaften in Hochfilzen. Im Sommer des Jahres startete er im heimischen Brasilien in verschiedenen Rollski-Rennen und belegte mehrfach sehr gute Platzierungen in São Carlos, dreimal erreichte er ohne jedoch zu siegen das Podest. Bei den im argentinischen Tierra Mayor bei Ushuaia konnte Silva bei den offenen brasilianischen Juniorenmeisterschaften 2019 die Titel sowohl im Klassik- als auch im Freistil-Sprint sowie über 10 Kilometer Freistil erringen. Wenige Tage später startete er an selber Stelle auch bei den offenen argentinischen Meisterschaften, wo er die Titel im Klassik-Sprint und über 10 Kilometer Freistil gewann. Im Herbst 2019 lief er mehrfach bei FIS-Rennen in Cerro Catedral, Argentinien und Termas de Chillan, Chile, auf das Podium. Nachdem er im Dezember 2019 zur Vorbereitung auf die Olympischen Jugend-Winterspielen 2020 von Lausanne nach Europa zurückgekehrt war, nahm Silva in St. Ulrich am Pillersee an mehreren internationalen Junioren-Rennen teil, erneut ohne sich hier nennenswert zu platzieren.
Bei den Jugend-Olympischen Wettkämpfen im Vallée de Joux von Le Brassus belegte Silva zunächst einen guten 49. Platz von 85 Teilnehmern im Freistil-Langlauf-Cross-Rennen. Einen Tag später verpasste er im Freistil-Sprint nur um neun Ränge und etwas mehr als fünf Sekunden als 39. die Qualifikation für das Viertelfinale der besten 30. Damit war er nach dem Neuseeländer Campbell Wright auf Rang 25 der beste Starter aus den „nicht klassischen“ Skilanglaufnationen. Im abschließenden Rennen über 10 Kilometer Klassisch lief Silva auf den 55. Platz unter 82 Startern. Nur wenige Wochen nach den Jugendspielen folgte die Teilnahme an den Junioren-Skiweltmeisterschaften in Oberwiesenthal. Als 76. der Qualifikation verpasste er sie Viertelfinals des Freistil-Sprints dieses Mal gegen im Schnitt ältere Starter deutlich. Denselben Rang erreichte er auch über 10 Kilometer klassisch. Für den Rest des Jahres und auch noch den Anfang 2021 startete Silva weiter vor allem in Junioren-Rennen, aber auch in FIS-Rennen. In Linza musste er sich in einem FIS-Rennen-Klassik Sprint nur noch dem spanischen Meister in der Disziplin 2022, Lander Martín, geschlagen geben und erreichte damit erstmals außerhalb Südamerikas das Podium.
Unmittelbar vor den Nordischen Skiweltmeisterschaften 2021 in Oberstdorf wurde Silva in einem breit besetzten FIS-Rennen mit Teilnehmern vor allem schwächerer Nationen Elfter von 86 Startern. In der Klassik-Sprint-Qualifikation verpasste er bei der WM anschließend als 86. von 157 Gestarteten die Qualifikation für das Viertelfinale deutlich, im Team-Sprint belegte er mit Victor Santos den 33. Platz. Im 15-Kilometer-Freistil-Rennen kam Silva unter 182 Gestarteten auf den 104. Platz, und rangierte damit im Mittelfeld. In der Staffel wurde er als Startläufer eingesetzt und belegte gemeinsam mit Steve Hiestand, Matheus Vasconcellos und Victor Santos als erste überrundete Staffel den 18. und damit letzten Platz. Nach der WM debütierte Silva in Engadin und wurde im 15-Kilometer-Klassik-Massenstart 81. und damit Vorletzter der Gewerteten, auch in der 50-Kilometer-Freisil-Verfolgung wurde er vor seinem Landsmann Hiestand als 80. Vorletzter.
Im September und Oktober 2021 bereitete sich Silva in Sao Carlos in Brasilien bei Rollski-Rennen auf die kommende Saison vor und gewann dabei fast alle der Rennen, wo er nicht erster war, belegte er mindestens den zweiten Rang. Zurück in Europa trat er in Italien, Österreich und der Schweiz wieder zunächst in Junioren-Rennen, dann auch in FIS-Rennen sowie im Alpen-Cups an.
Die Vorbereitung war ganz auf die erstmalige Teilnahme an den Olympischen Winterspielen 2022 von Peking ausgerichtet. Im Skiathlon-Rennen wurde Silva als 67. und überrundeter Läufer auf den letzten Platz der in die Wertung gekommenen Starter. Als 71. der 88 Teilnehmer verpasste er auch die Sprint-Finals deutlich, war aber der beste Starter in dem Rennen aus Südamerika. Im Rennen über 50 Kilometer klassisch belegte er den 90. Platz bei 97 Angetretenen. Zum Abschluss der Spiele wurde Silva über 30 Kilometer Freistil 58 von 60 Startern. Das Rennen war aufgrund der großen Kälte von den üblichen 50 Kilometer, die Silva zuvor noch nie gelaufen war, kurzfristig auf 30 Kilometer herabgesetzt worden. Mit seinem 71. Platz in der Sprint-Qualifikation erreichte Silva die beste Leistung brasilianischer Skilangläufer beiderlei Geschlechts und verbesserte dabei die seit 2010 in Vancouver erzielte Bestmarke von 172,88 FIS-Punkten mit 171,68 FIS-Punkten. Zudem war er der erste Brasilianer, der bei einer Ausgabe der Winterspiele in vier Einzeldisziplinen an den Start ging. Dies konnte er, weil er als erster brasilianischer Skilangläufer die olympische A-Norm im Skilanglauf erfüllt hatte. Für die Abschlussfeier wurde Silva als brasilianischer Fahnenträger berufen.